# Alice FitzAlan (1378-1415)
Alice FitzAlan (Arundel, 1378 – 1415) è stata una nobile inglese, divenuta baronessa di Cherleton tramite matrimonio.
Attraverso sua nonna paterna Eleonora di Lancaster discendeva dal re Enrico III d'Inghilterra e dalla nobile stirpe dei Plantageneti.
È ricordata anche per essere stata presunta amante dell'influente cardinale Enrico Beaufort.

## Biografia
Nacque nel castello di Arundel nel Sussex nel 1378 da Richard FitzAlan, XI conte di Arundel e dalla prima moglie Elizabeth de Bohun.
Il 21 settembre 1397 suo padre venne accusato di alto tradimento nei confronti di Riccardo II d'Inghilterra e condannato a morte nella Torre di Londra.

## Matrimonio
Prima del marzo del 1392 Alice sposò John Cherleton, IV Lord Cherleton (25 aprile 1362 – 19 ottobre 1401).
Secondo la credenza popolare, dopo il matrimonio divenne amante del cardinale Enrico Beaufort, da cui ebbe una figlia illegittima, Jane Beaufort. Nell'opera di Philip Yorke The Royal Tribes of Wales, egli affermava che il cardinale Beaufort lasciò una figlia illegittima avuta da Alice, figlia di Fitzalan, conte di Arundel. La nascita della bambina sarebbe avvenuta tuttavia prima che Beaufort ebbe presi gli abiti sacri il 7 aprile 1397.
La leggende risaliva al tempo dei Tudor ossia al tempo in cui vissero i discendenti di Jane Beaufort e di suo marito Sir Edward Stradling. Non esistono infatti fonti dell'epoca in cui vissero FitzAlan e Beaufort, ossia del XIV e XV secolo, in cui si fece cenno ad una relazione tra i due.
Cherleton morì il 19 ottobre 1401; Alice gli sopravvisse qualche anno, morendo prima dell'ottobre del 1415 all'età di circa trentasette anni.